# Броштени (Бездеад)
Броштени (рум. Broșteni) насеље је у Румунији у округу Дамбовица у општини Бездеад. Oпштина се налази на надморској висини од 469 m.

## Становништво
Према подацима из 2011. године у насељу је живело 445 становника.